# کاخ سید میربابایف
کاخ سید میربابایف (به ترکی آذربایجانی- Seyid Mirbabayevin sarayı) کاخی است واقع در میدان «آذنفت» باکو، در خیابان «نیازی ۱». این کاخ مال آوازخوانی به نام سید میربابایف که، بعداً به یکی از میلیونرهای نفتی جمهوری آذربایجان تبدیل گشت، بوده‌است. این بنا بر اساس سبک رنسانس فرانسوی و طبق طراحی معمار «پاول اشترن» ساخته شده‌است. شکل‌پذیری غنی نما، شکل عناصر معماری، سنگ‌کاری ویژه و فرهنگ سطح بالای ساخت و ساز زیبایی، شگرف برانگیزی در نمای ظاهری ساختمان پدیدآورده است. این ساختمان با دستور شماره ۱۳۲ کابینه وزرای جمهوری آذربایجان، مورخ ۲ اوت سال ۲۰۰۱ به عنوان اثر معماری محلی به ثبت رسیده‌است.

## دربارهٔ تاریخ کاخ
پروژه ساخت این ساختمان در تاریخ ۲۵ مه سال ۱۸۹۳ تأیید و کارهای عملیاتی در پایان ماه مذکور آغاز شده‌است. این ساختمان بر اساس سفارش صاحب کاری با نام خانوادگی «آرامیان» احداث شده‌است
«آرامیان» این کاخ به سید میربابایف فروخت. از آن وقت این ساختمان به «خانه سید میربابایف» شهرت یافت. در طول حکومت جمهوری دمکراتیک آذربایجان کنسولگری بریتانیا در طبقه اول این خانه قرار داشت.
پس از برقراری حکومت شوروی در آذربایجان، بلشویک‌ها تمامی دارایی‌ها و ملک‌های سید میربابایف را مصادره کردند. میلیونر خودش نیز وادار شد به فرانسه مهاجرت کند. کمی بعد پولهایی که وی با خودش به فرانسه برده بود، به اتمام رسیده و سید میربابایف مدتی در خیابان‌های پاریس مانند سرگردان در حالتی اسف بار به سر برد.
در این کاخ که در عهد شوروی در اختیار «آذنفت» قرار گرفته بود، پس از استقلال آذربایجان از شوروی در سال ۱۹۹۱، شرکت دولتی نفت جمهوری آذربایجان گنجانده شد. در سال‌های ۱۹۹۰، کارهای بازسازی خفیفی در کاخ به جا آورده شد.

## صاحب کاخ

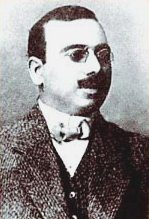
سید میر بابایف، صاحب کاخ

علی‌رغم اینکه اولین صاحب این کاخ یک ارمنی ملقب به «آرامیان» بود، وی کاخ را به آوازخوان تازه متمول شده، سید میربابایف فروخت. پس از آن، این کاخ به عنوان «خانه سید میربابایف» در میان مردم شهرت پیدا کرد. سید میربابایف به عنوان یک خواننده، ستاره‌ای در مراسم عروسی در باکو بود. آوازخوانی سید میربابایف در مراسم عروسی تنها پسر میلیونر «شیخ بالایف» تمامی زندگی وی را مبدل نمود. پس، عمو داماد که، تحت تأثیر عمیق صدا و ایفای خواننده قرار گرفته بود، یک زمین را به وی هدیه داد. پس از مدتی از آن زمین نفت استخراج شد و سید میربابایف به یک میلیونر تبدیل گشت؛ ولی بعد از برقراری حکومت شوروی در آذربایجان، همه املاک سید میربابایف از دست وی مصادره گردید. وی ناچار به مهاجرت به فرانسه شد و آنجا نیز با تمام شدن پول‌هایش، برای مدتی مانند سفیل در کوچه‌های پاریس به سر برد. آنگاه «تیمور بیگ آشوربیگف» نماینده سلسله «آشوربیگف‌ها» در پاریس با خواننده مواجه شد و وی را با خود به تهران برد. پس، سید میربابایف تا مرگش تحت مراقبت آشوربیگف‌ها در تهران زندگی کرد.

## موقعیت کاخ
خیابان «نیازی» (نام قبلی: خیابان سودویوا») که این کاخ در آن واقع است، از میدان «آذنفت» شروع و بخش مرکزی وقت شهر را تکمیل می‌کرد. این خیابان همچنین جزوی از بزرگراه دایره ای اطراف شهر قدیمی بود. ساختمان‌ها از آن میدان به بخش «باییل» باکو کشیده می‌شدند. دیگر از اوایل قرن ۱۹ میدان آغاز به تغییر شکل خود کرد. این تغییرات پس از احداث کاخ سه طبقه بر اساس پروژه «پاول اشترن» در اوایل سالهای ۱۸۹۰ در قلمرویی موسوم به «کوکوروسکی» که یکی از بخشهای اصلی میدان بود، تسریع گردید.

## طرح و ساخت کاخ

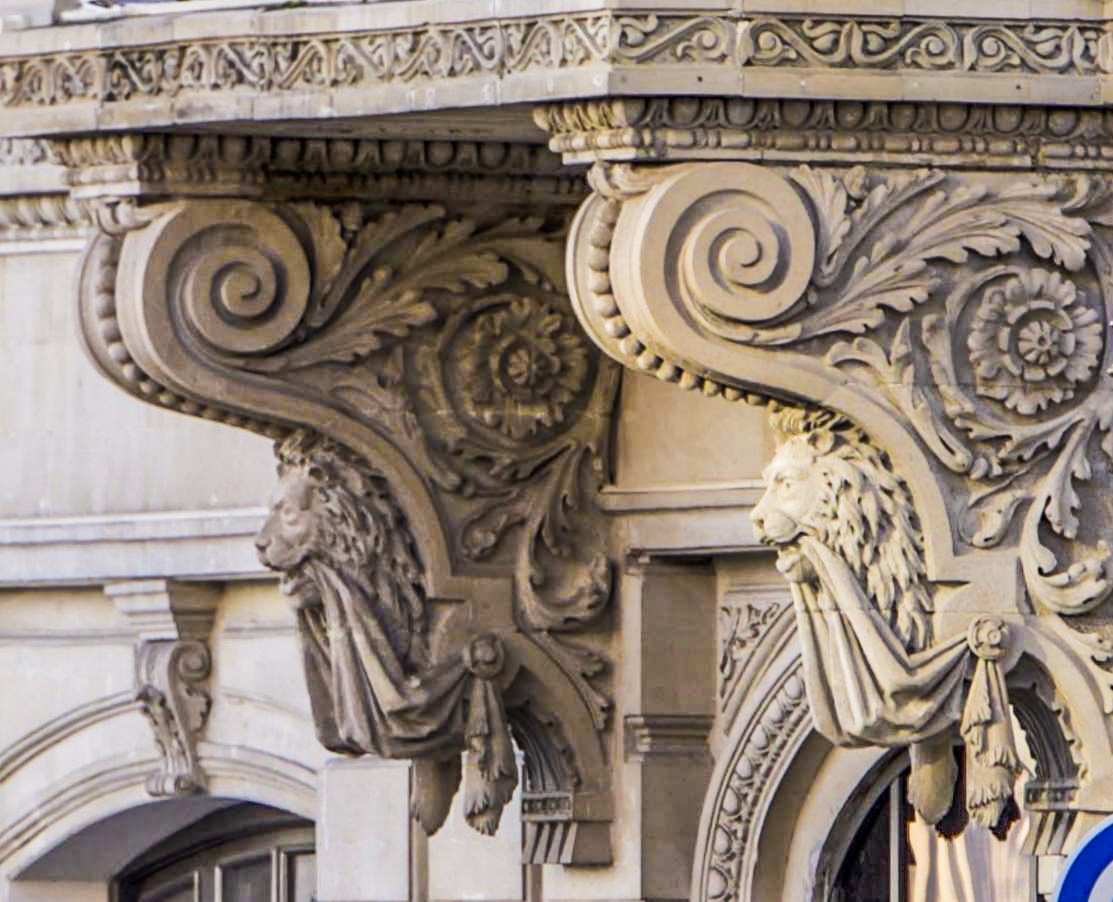
تزئیات نمای کاخ

این بنا بر اساس سبک رنسانس فرانسوی و طبق طراحی معمار «پاول اشترن» ساخته شده‌است. نمای اصلی کاخ مشرف بر سمت غربی ساحل دریای خزر می‌باشد.
«پاول اشترن»، معمار کاخ سید میربابایف بیشتر به ساختمان‌هایی که در شهر تفلیس ساخته بود، شهرت داشت. علاوه بر این، وی معمار فرهنگسرا و ساختمان شهرداری تفلیس هم هست.